# Ypiranga Football Club (Niterói)
O Ypiranga Football Club foi um clube de futebol brasileiro sediado em Niterói, Rio de Janeiro. Fundado em 18 de agosto de 1912 no bairro do Fonseca, destacou-se no cenário futebolístico local durante as décadas de 1920 e 1930.

## História

### Fundação e Primeiros Anos
O Ypiranga Football Club foi estabelecido por um grupo de desportistas em 1912, adotando inicialmente as cores azul e branco. Seu primeiro uniforme consistia em camisas brancas com uma faixa horizontal azul, semelhante ao do Olaria.

### Mudança de Cores e Ascensão
Em 3 de abril de 1921, após uma partida amistosa contra o Flamengo, o Ypiranga decidiu alterar suas cores para o padrão rubro-negro, inspirado no clube carioca. O escudo, entretanto, diferenciava-se, apresentando semelhança com o do Fluminense.
Em 1925, o clube incorporou o América de Niterói, estabelecendo-se entre as ruas São Lourenço e Indígena, no bairro de São Lourenço, o que lhe rendeu o apelido de "Clube Indígena".

### Período Dourado
A fase áurea do Ypiranga ocorreu entre 1926 e 1931, conquistando 5 vezes seguidas o Campeonato Niteroiense, com o título de 1930 dividido com o Fluminense. Destacaram-se os atacantes Manoelzinho e Oscarino, convocados para a Copa do Mundo de 1930, sendo o único clube fluminense a ceder jogadores para a seleção brasileira.

### Profissionalismo e Declínio
Em 1934, o Ypiranga profissionalizou-se, conquistando os campeonatos niteroienses de 1935 e 1936. Contudo, divergências com a Federação Fluminense levaram o clube a abandonar o profissionalismo em 1937. Após um título em 1949, o clube enfrentou dificuldades financeiras, resultando na perda de seu estádio em 1975 e na cessação de suas atividades esportivas na década de 1980.

## Títulos
| MUNICIPAIS     | MUNICIPAIS             | MUNICIPAIS        | MUNICIPAIS                                                        |
|                | Competição             | Títulos           | Temporadas                                                        |
| -------------- | ---------------------- | ----------------- | ----------------------------------------------------------------- |
|                | Campeonato Niteroiense | 11                | 1926, 1928, 1929, 1930, 1931, 1935, 1936, 1949, 1958, 1965 e 1967 |
| Torneio Início | 3                      | 1926, 1930 e 1955 |                                                                   |

## Uniforme

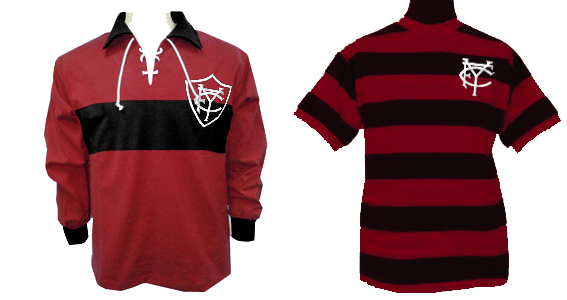
Uniformes do Ypiranga

O uniforme mais emblemático do Ypiranga consistia em camisas listradas em vermelho e preto, calções brancos e meias pretas, inspirado no Flamengo. Durante o período de 1928 a 1931, adotou-se um uniforme totalmente vermelho com uma faixa horizontal preta.

## Estádio
O clube mandava seus jogos no Estádio Luso-Brasileiro de Niterói, localizado entre as ruas São Lourenço e Indígena, em Niterói. O estádio foi desativado em 1975.